# Cap de Caça
Cap de Caça (in het Algherees Catalaans) of Punta Giglio (in het Italiaans) is een kaap aan de westkust van Sardinië. De kaap is 180 meter hoog en heeft een vuurtoren. Samen met Punta del Lliri vormt het tussenliggende water de baai van Port del Comte.
Ten westen van de kaap ligt het rotseiland Ísola Foradada.

## Grotten
- Grotta della Foca Monaca
- Grotta del Gaurra (del Gabbiano)
- Grotta Verde o dell'altare o di Sant'Elmo
- Gruta de Neptú
- Grotta dei Pizzi e ricami
- Grotta Gea (Grup Espeleològic Alguerés)
- Grotta del Belvedere o del soffio